# Ted Ditchburn
Ted Ditchburn (Gillingham, Kent,  1921. október 24. – 2005. december 26.) válogatott angol labdarúgó, kapus.

## Pályafutása

### Klubcsapatban
A Northfleet United csapatában kezdte a labdarúgást. 1939 és 1958 között a Tottenham Hotspur játékosa volt. Tagja volt az 1949–50-es másodosztályú,  majd a következő évben első osztályú bajnokcsapatnak. 1959 és 1965 között a Romford FC együttesében védett. Pályafutását a Brentwood Town csapatában fejezte be.

### A válogatottban
1948 és 1956 között hat alkalommal szerepelt az angol válogatottban. 1948. december 2-án Londonban mutatkozott be Svájc ellen, ahol 6–0-s angol győzelem született. Tagja volt az 1950-es brazíliai világbajnokságon részt vevő csapatnak, de mérkőzésen nem szerepelt.

### Edzőként
1959 és 1962 között a Romford FC edzője volt.

## Sikerei, díjai
Tottenham Hotspur
- Angol bajnokság (Second Division)
  - bajnok: 1949–50
- Angol bajnokság (First Division)
  - bajnok: 1950–51